# Greifen

Greif als Wappentier

Greifen ist der Name der Dynastie der Herzöge von Pommern. Er leitet sich von ihrem Wappentier ab, einem steigenden Greifen. Zunächst nur als Fremdbezeichnung gebraucht, wurde er ab dem 15. Jahrhundert auch von der Dynastie selbst verwendet.

## Wappentier

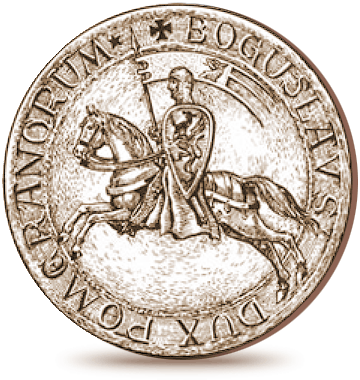
Greif auf dem Wappenschild Bogislaws II.

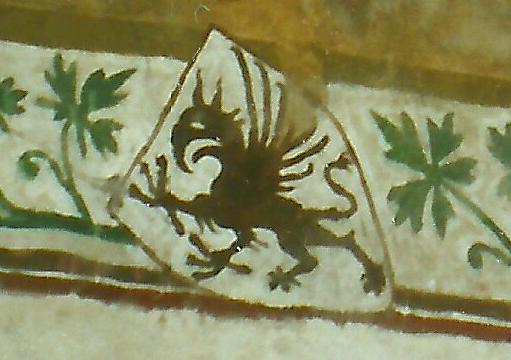
Greifenwappen in der Kirche Behrenhoff

Das große neunfeldige Wappen, wie es die Greifen seit Anfang des 16. Jahrhunderts führten.

Die älteste erhaltene Darstellung des Greifs als pommersches Wappentier ist ein Wachssiegel an einer Urkunde Herzog Bogislaws II. aus dem Jahr 1214; er wurde aber vermutlich schon in den 1190er Jahren von Herzog Kasimir II. verwendet. Eine weitere frühe Darstellung des Wappens findet sich bei den Wandmalereien im Chor der Dorfkirche in Behrenhoff aus dem 13. Jahrhundert. Das Symbol des Greifen ist allerdings nicht ausschließlich mit dieser Dynastie verbunden; die Herzöge von Mecklenburg verwendeten es vor dem heute als Landessymbol bekannten Stierkopf, und im Danziger Pommern, bis 1294 Herrschaftsgebiet der Samboriden, ziert es das Stadtwappen von Tczew (Dirschau) und ist heute Wappentier der Woiwodschaft Pommern.

## Geschichte

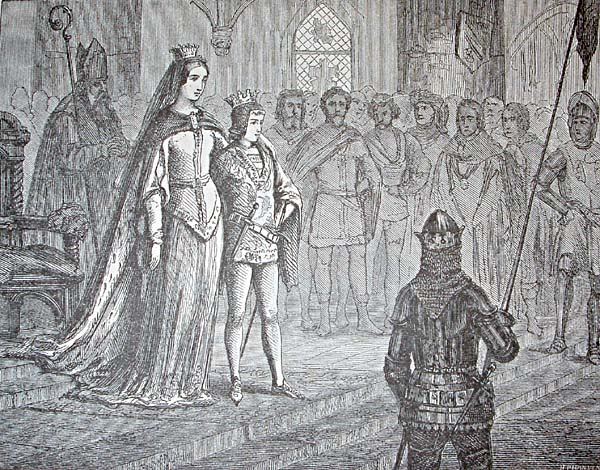
Erich von Pommern wird als Nachfolger der Königin Margarethe I. zum nordischen Unionskönig bestimmt.

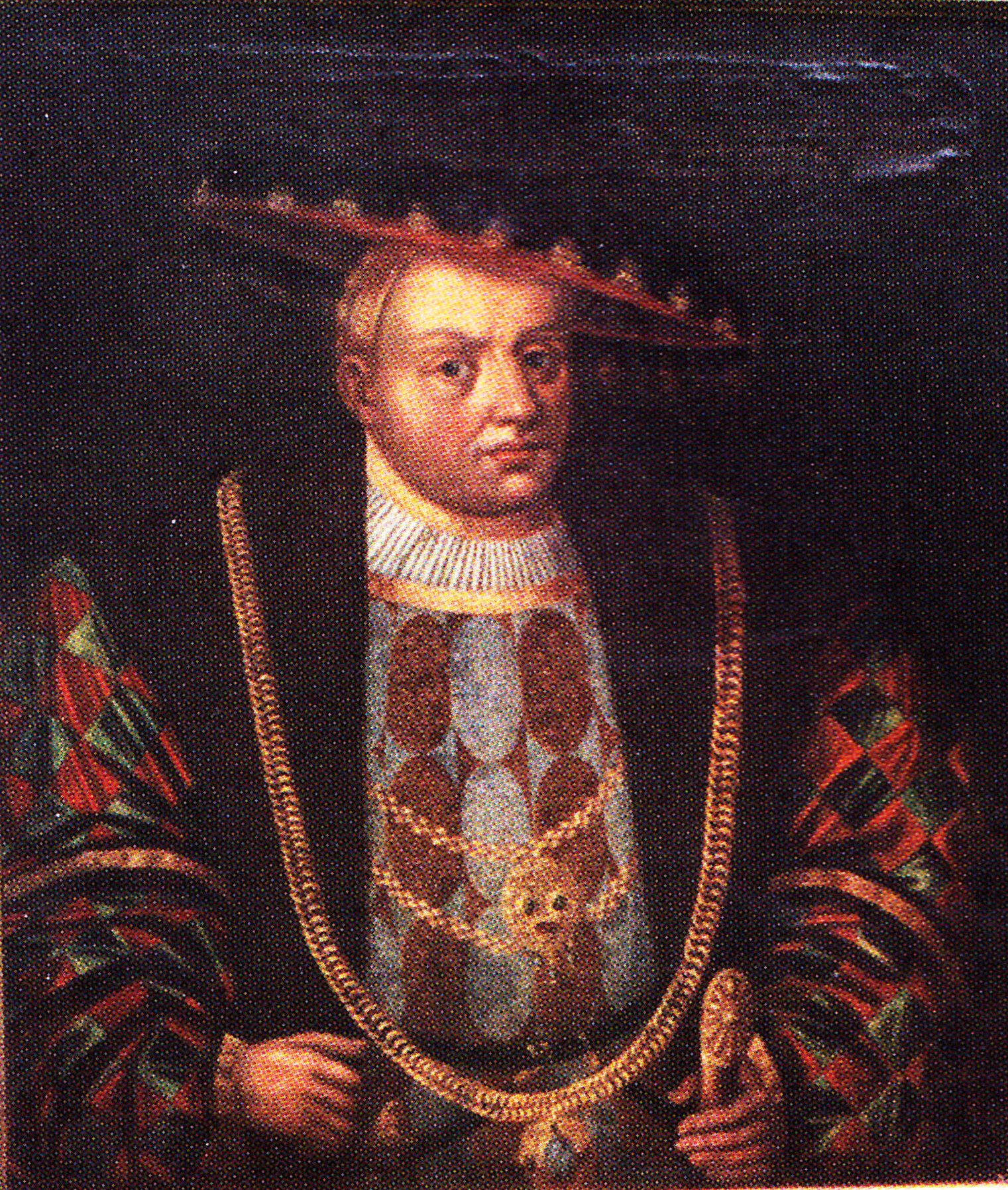
Größte Blüte und Machtentfaltung Pommerns unter dem Greifen Bogislaw dem Großen, Herzog von Pommern.

Der erste sicher nachweisbare Vertreter des Greifenhauses ist Wartislaw I. Er ist nach der Eroberung Stettins und des Odermündungsgebietes 1121/1122 durch den polnischen Herzog Bolesław III. Schiefmund erwähnt, lieferte Tribute ab und unterstützte seine Kriegszüge. Nach Stettin eroberte Bolesław III. ein westlich der Oder gelegenes Gebiet der Lutizen. Als Bolesław III. dort wieder abzog, übernahm Wartislaw die Herrschaft in diesem Gebiet. Während der Herrschaft von Wartislaw I. unternahm Bischof Otto von Bamberg zwei Missionsreisen nach Pommern. Die erste, von Bolesław III. initiierte Reise führte Bischof Otto in das Gebiet der Pomoranen östlich der Oder. Die zweite Reise unternahm Bischof Otto 1128 unter dem Schutz von König Lothar III. und Markgraf Albrecht dem Bären in das von Wartislaw I. gewonnene Lutizengebiet; hier beschlossen die Großen des Landes zu Pfingsten 1128 auf einem Landtag in Usedom im Beisein Wartislaws I. und Bischof Ottos die Annahme des Christentums.
Wartislaw I. selbst wurde zwischen 1135 und 1148 westlich von Anklam von einem Heiden ermordet. Sein Bruder Ratibor I., Stammvater der Ratiboriden, einer Nebenlinie der Greifen, der für die noch unmündigen Söhne Wartislaws die Regentschaft führte, stiftete in der Nähe der Mordstätte das erste Kloster Pommerns, das Kloster Stolpe.
Die Nachfolger Wartislaws I. standen unter dem Druck des Sachsenherzogs Heinrich des Löwen und Dänemarks. 1164, nach der Niederlage in der Schlacht bei Verchen, wurden die westlichen Greifen Lehnsleute Heinrichs des Löwen. 1168 vermachte Jacza von Köpenick die Länder Barnim und Teltow den Stettiner Herzögen Bogislaw I. und Kasimir I. Nach der Absetzung Heinrichs des Löwen belehnte 1181 Kaiser Friedrich I. zu Lübeck Bogislaw I. als dux slavorum mit Pommern. Bogislaw I. erhielt jedoch keine Unterstützung vom Kaiser, als ein Heer von Vasallen des dänischen Königs Knut VI. ihn angriff und besiegte. So wechselte er aus der Lehenshoheit des Reiches in die Knuts, des „Königs der Dänen und Slawen“.
Ratibors eigene Nachkommen hingegen regierten als Fürsten in einem kleineren Gebiet in Hinterpommern, das als Land Schlawe oder als Herrschaft Schlawe-Stolp bezeichnet wird. Mit Ratibor II. († vor 1227) starb die Nebenlinie der Ratiboriden aus. Es kam zu Erbstreitigkeiten um die Herrschaft Schlawe-Stolp zwischen der westlich daran angrenzend regierenden Hauptlinie des Greifenhauses einerseits und dem östlich davon in Pommerellen regierenden Herrschergeschlecht der Samboriden andererseits.
Seit 1227, dem Jahr der Schlacht bei Bornhöved, unterstanden die Greifen wieder den römisch-deutschen Kaisern. Ihr Territorium war somit mit dem Reich verbunden. Die von Brandenburg beanspruchte Lehnshoheit wurde zwar 1231 durch Friedrich II. bestätigt, blieb aber strittig. Dennoch gingen in dieser Zeit große Gebiete im Westen und Süden verloren, unter anderem Zirzipanien, das Land Stargard und der größte Teil der Uckermark sowie Teile der Neumark. Das ursprünglich wohl mit dem Herrschaftsgebiet der Greifen deckungsgleiche Bistum Cammin ragte nun weit nach Brandenburg und Mecklenburg hinein. Der deutschrechtliche Landesausbau wurde besonders durch Herzog Barnim I. gefördert. Seit ca. 1220/1230 strömten zunehmend deutsche Siedler in das durch die vorangegangenen Kriege, insbesondere die Däneneinfälle im letzten Drittel des 12. Jahrhunderts verwüstete Land. Zwischen 1250 und 1350 wurden die meisten Städte nach deutschem Recht, meist entweder nach lübischen oder magdeburgischem Vorbild, gegründet. 1295 erfolgte eine Teilung des Greifen-Hauses in die Linien Stettin und Wolgast. Der Wolgaster Linie gelang Zugewinn der Herrschaft Schlawe-Stolp 1317 und des Fürstentums Rügen 1325.
Unter den Greifen des 14. Jahrhunderts ragt Barnim III. von Pommern-Stettin hervor. Er stand seit 1348 in engen Beziehungen zu Karl IV., der die Greifenherzöge aller Linien zu gesamter Hand mit Pommern und Rügen als reichsunmittelbares Herzogtum belehnte und 1363 in vierter Ehe Elisabeth von Pommern, eine Tochter Bogislaws V. von Pommern-Wolgast-Stolp, heiratete. Aus dieser Ehe ging der spätere Kaiser Sigismund hervor. Sein Enkel Kasimir V. nahm auf Seiten des Deutschen Ordens an der Schlacht von Tannenberg 1410 teil und geriet in polnische Gefangenschaft. Aufgrund einer engeren dynastischen Anlehnung der Stettiner Herzöge an Brandenburg kamen bei ihnen im 14. und 15. Jahrhundert häufiger deutsche Vornamen vor als bei den Wolgaster Vettern, z. B. Otto II., Joachim und Otto III.
Ab 1372 spaltete sich das Wolgaster Herzogtum in eine vor- und hinterpommersche Linie. Die hinterpommerschen Herzöge (mit Sitz in Stolp und Rügenwalde) waren ganz besonders in den Kampf zwischen Polen und dem Deutschen Orden verstrickt (so unter Bogislaw VIII. und Erich II.). Sie kamen 1455/1466 in den Besitz der Lande Lauenburg und Bütow (siehe auch Landkreis Bütow und Landkreis Lauenburg). Bemerkenswertester unter den hinterpommerschen Greifen war Erich von Pommern, der als Erich VII. von 1397 bis 1439 nordischer Unionskönig war. Nach seiner Absetzung in den nordischen Reichen der Kalmarer Union und der Vertreibung von der Insel Gotland kehrte Erich nach Rügenwalde zurück, wo er 1459 auch starb und begraben wurde. Um sein Erbe entbrannte ein Streit zwischen den vorpommerschen Herzögen der Wolgaster Linie und dem letzten Herzog von Pommern-Stettin, Otto III.
Die vorpommerschen Herzöge teilten ihr Gebiet im 15. Jahrhundert noch weiter auf (Barth-Rügen, Wolgast). Von ihnen ist Wartislaw IX., † 1457, als landesherrlicher Förderer der Gründung der Universität Greifswald 1456 zu erwähnen. Heraldisch ist das drohende Auseinanderdriften der Dynastie im 15. Jahrhundert auch daran zu erkennen, dass die Wolgaster Herzöge in dieser Zeit mit dem schwarzen Greifen ein vom roten Stettiner Greifen abweichendes Wappensymbol verwendeten.
Der brandenburgische Versuch, sich nach dem Aussterben der Stettiner Linie (Otto III., † 1464) in den Besitz dieses Landesteils zu setzen, scheiterte. 1493 im Vertrag von Pyritz und 1529 im Vertrag von Grimnitz erkannte Brandenburg die Reichsunmittelbarkeit Pommerns an, allerdings unter dem Vorbehalt der Eventualsukzession im Falle des Aussterbens der Greifen in männlicher Linie. Herzog Bogislaw X. (1454–1523), der bedeutendste der Greifen, vereinigte 1478 alle seit 1295 getrennten Landesteile Pommerns, das er zu einem frühneuzeitlichen Territorialstaat umgestaltete. Seine Söhne Georg I. und Barnim IX. regierten noch gemeinsam, bereiteten jedoch schon eine erneute Landesteilung vor. Diese kam erst 1532 nach dem Tod Georgs I. zwischen dessen damals sechzehnjährigen Sohn Philipp I. und Barnim IX. zustande. Sie teilte das Herzogtum in die Teilherrschaften Wolgast – im Wesentlichen Gebiete westlich der Oder – und Stettin – im Wesentlichen Gebiete östlich der Oder – und galt zunächst nur für 9 Jahre. 1541 wurde sie endgültig vollzogen und bei einer erneuten Erbauseinandersetzung der regierungsberechtigten Mitglieder des Herzogshauses 1569 mit leichten Modifikationen bestätigt.
1534 führten die Herzöge auf dem Landtag zu Treptow an der Rega (heute Trzebiatów) die Reformation ein. Sie schlossen sich dem Schmalkaldischen Bund an, und die 1536 geschlossene Ehe Philipps I. mit Maria von Sachsen, einer Tochter des Kurfürsten Johann des Beständigen von Sachsen, festigte die Beziehungen Pommerns zur protestantischen Führungsmacht im Reich. 1556 übernahmen die Greifen auch die Herrschaft im Stift Cammin, das quasi zur Sekundogenitur des Herzogshauses wurde.

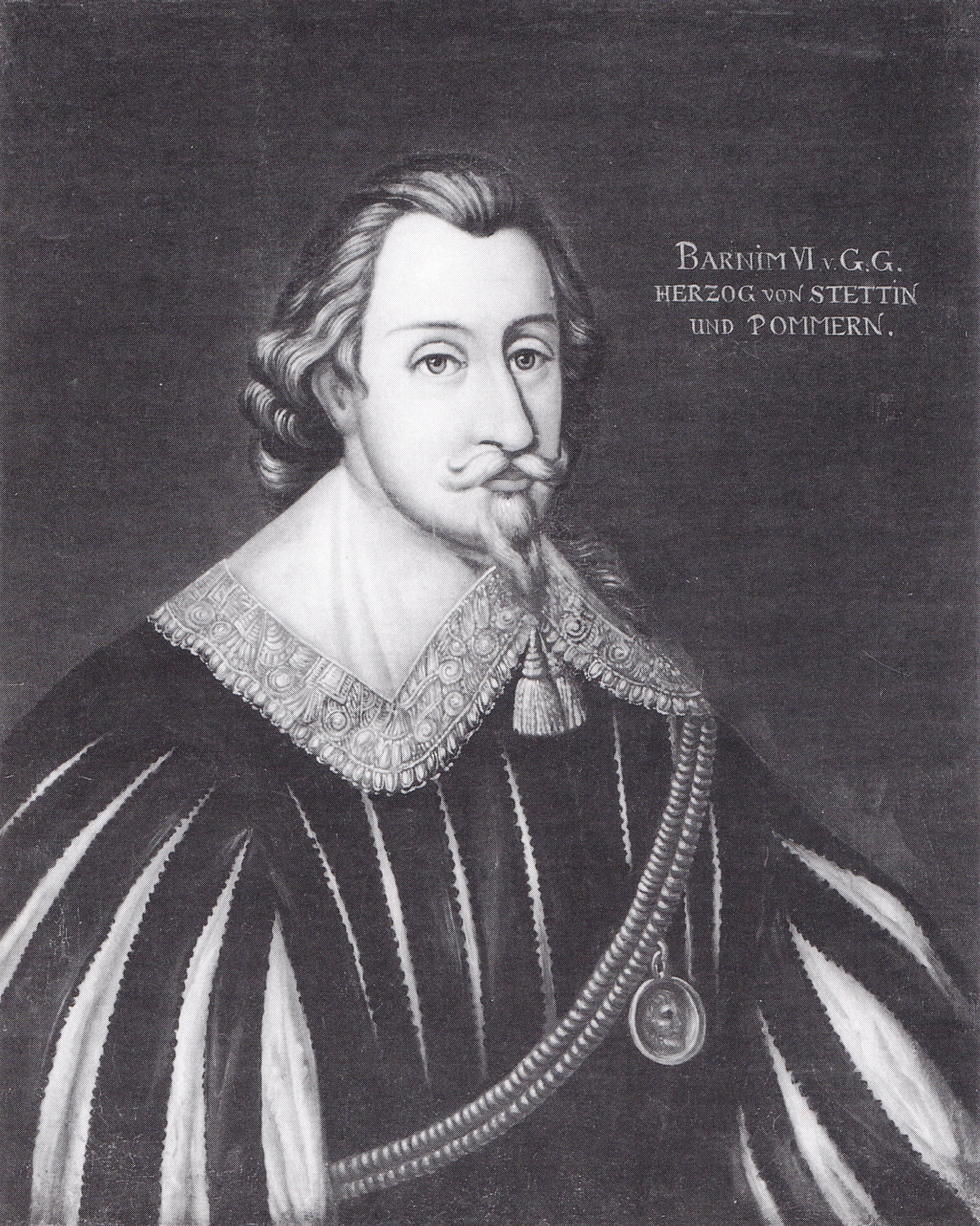
Der letzte Herzog von Pommern (1625–1637), Bogislaw XIV.

Da Barnim IX. ohne männliche Erben blieb, übernahmen die Söhne Philipps I. ab 1569 die Herrschaft in allen drei Territorien. Der älteste Sohn Johann Friedrich regierte in Stettin, der dritte Sohn Ernst Ludwig nach dem Verzicht seines älteren Bruders Bogislaw XIII. in Wolgast. Die Herrschaft im Stift übernahm nach Erreichen der Volljährigkeit ab 1574 der jüngste Sohn Kasimir VI. Die beiden anderen Brüder Bogislaw XIII. und Barnim X. erhielten ebenso wie der freiwillig auf die Herrschaft verzichtende Großonkel Barnim IX. eine Apanage in Form mehrerer landesherrlicher Ämter.
Von den Brüdern hatten nur Bogislaw XIII. und Ernst Ludwig Nachkommen. Während Ernst Ludwigs einziger Sohn Philipp Julius nach Erreichen der Volljährigkeit 1601 seinem 1592 verstorbenen Vater in der Wolgaster Herrschaft folgte, übernahmen Bogislaw XIII. 1603 und nach ihm 1606 sein ältester Sohn Philipp II. die Herrschaft in Stettin. Im Stift Cammin war bereits 1602 der zweitälteste Sohn Bogislaws XIII., Franz, seinem Onkel Kasimir VI., der freiwillig verzichtet hatte, gefolgt. Franz übernahm 1618 die Herrschaft in Stettin und übergab das Stift seinem jüngsten Bruder Ulrich. Nachdem Franz bereits 1620 und Ulrich 1622 gestorben waren, übernahm der einzig verbliebene Bruder Bogislaw XIV. die Herrschaft in beiden Territorien. 1625 folgte er auch noch seinem Neffen Philipp Julius in Wolgast, so dass er wieder ganz Pommern in seiner Hand vereinigt hatte.
Da Bogislaw XIV. keine eigenen Nachkommen hatte und hinsichtlich anderer Linien und Abkömmlinge aus dem Greifengeschlecht keine Erbfolgeregelung von den Bündnispartnern und Ständen akzeptiert worden war, endete mit seinem Tode 1637 die Herrschaft der Greifen. Damit endete auch die staatliche Selbständigkeit Pommerns, das im Westfälischen Frieden 1648 zwischen Brandenburg und Schweden geteilt wurde. Dennoch fungierte Ernst Bogislaw von Croÿ, der Neffe des letzten Greifenherzogs und ehemaliger Bischof vom Cammin, noch bis 1678 als brandenburgischer Statthalter von Hinterpommern.

## Stammliste

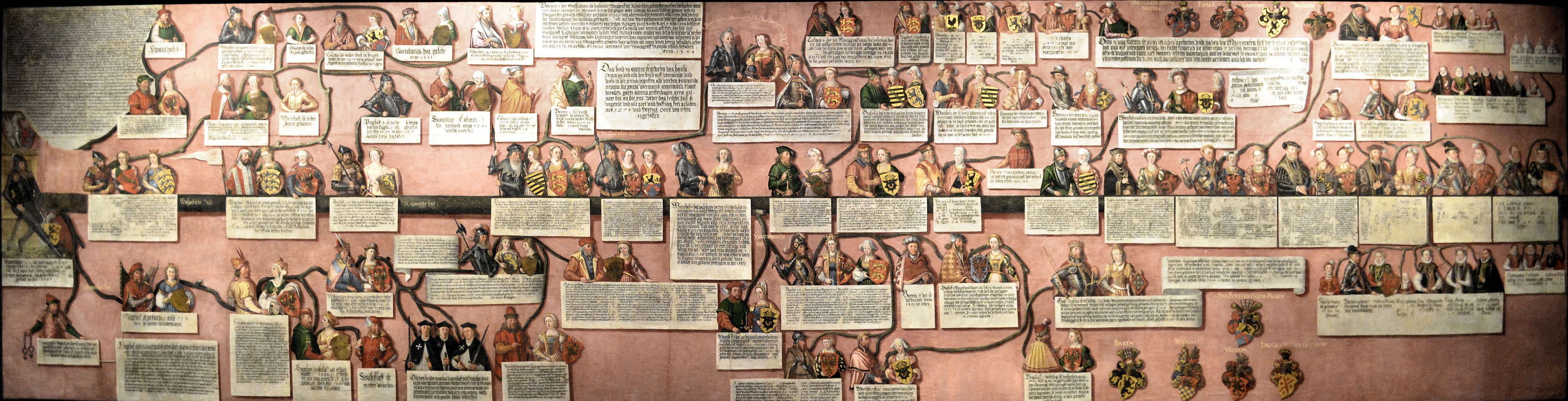
Bilderstammbaum der Greifen von Krommeny 1598